# 和田村 (山口県佐波郡)
和田村（わだそん）は、山口県佐波郡にあった村。現在の周南市の北西部、国道376号の沿線、島地川ダムの周辺にあたる。

## 地理
- 山岳：千石岳
- 河川：島地川

## 歴史
- 1889年（明治22年）4月1日 - 町村制の施行により、高瀬村・夏切村・垰村・米光村・馬神村の区域をもって発足。
- 1955年（昭和30年）11月1日 - 都濃郡南陽町に編入（飛地合併）。同日和田村廃止。

### 道路
現在は旧村域を中国自動車道が通過するが、当時は未開通。

## 出身人物
- 林佳介[1]（旧姓・松田、サンデン交通会長、衆議院議員）